# Trachelopachys gracilis
Espèce
Synonymes
- Trachelas gracilis Keyserling, 1891

Trachelopachys gracilis est une espèce d'araignées aranéomorphes de la famille des Trachelidae.

## Distribution
Cette espèce est endémique du Brésil. Elle se rencontre dans les États de Santa Catarina et de Bahia.

## Description

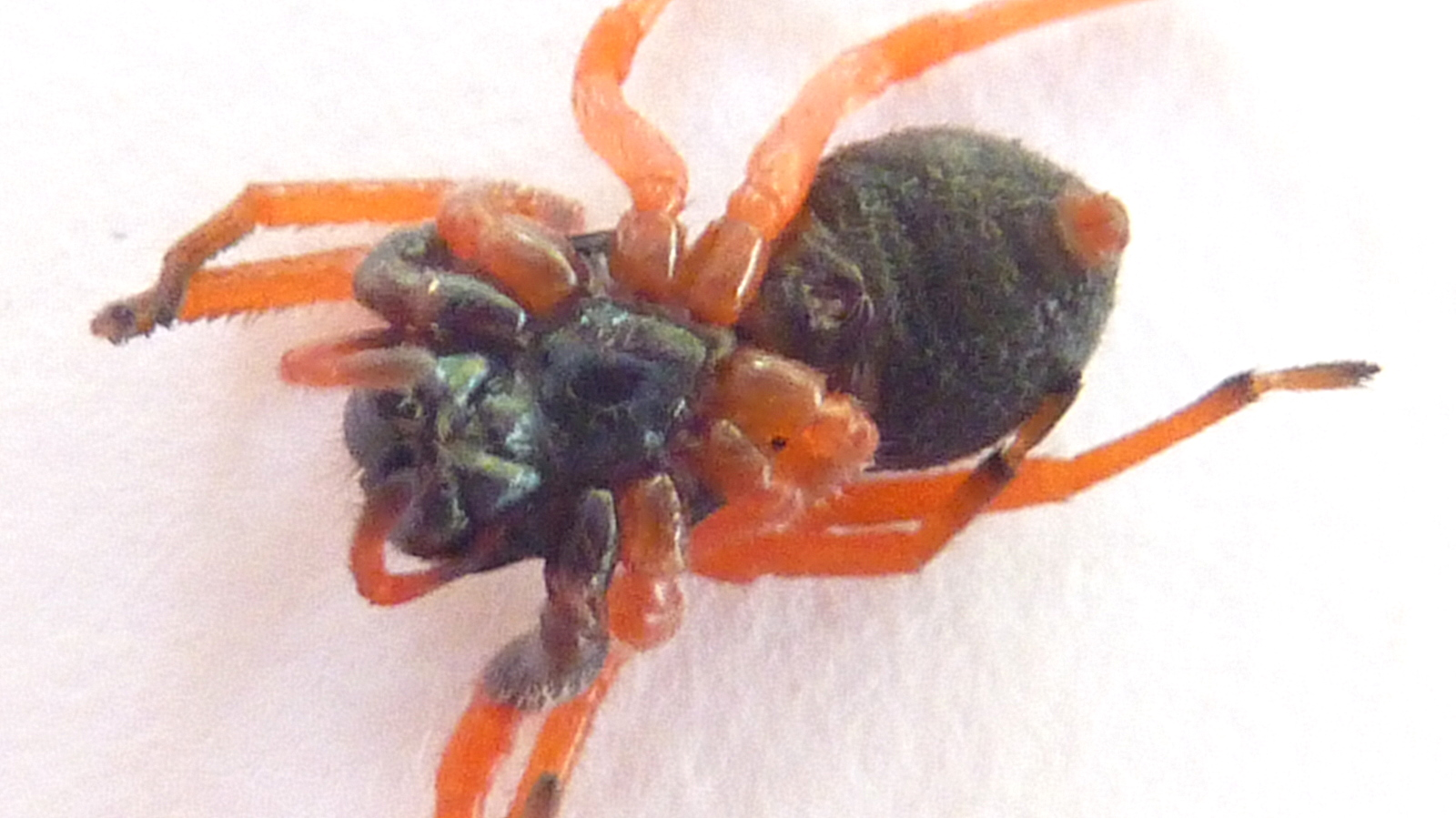
Trachelopachys gracilis ♀

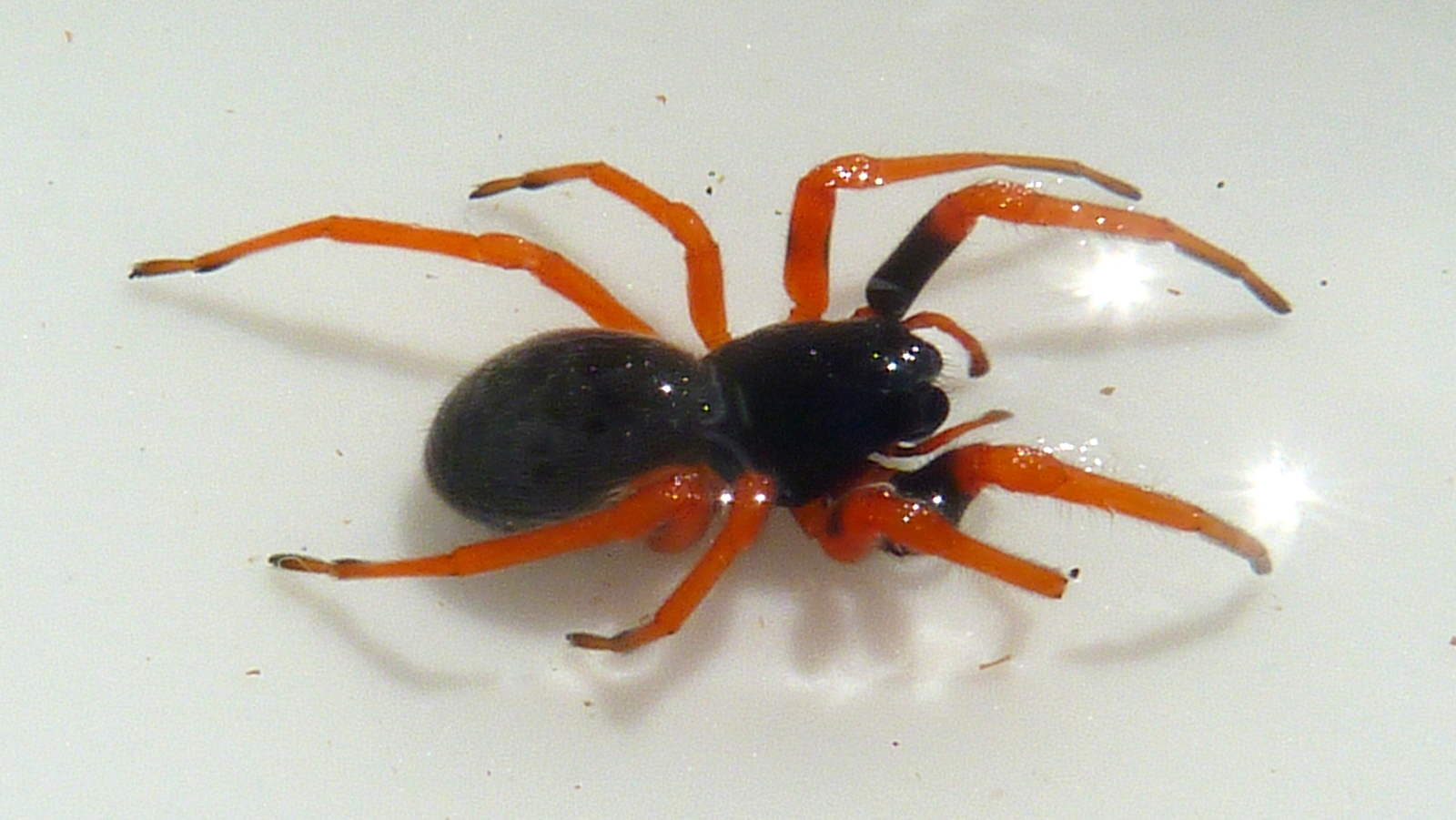
Trachelopachys gracilis ♀

Le mâle décrit par Platnick en 1975 mesure 4,30 mm et les femelles de 6,46 à 6,73 mm.

## Publication originale
- Keyserling, 1891 : Die Spinnen Amerikas. Brasilianische Spinnen. Nürnberg, vol. 3, p. 1-278 (texte intégral).